# Armutsgrenze
Die Armutsgrenze bezeichnet in der Armutsforschung ein Einkommen, unterhalb dessen der Erwerb aller lebensnotwendigen Ressourcen nicht mehr möglich ist, also Armut vorliegt. Pendant ist die Reichtumsgrenze.

## Variation
Der Zahlenwert für die Armutsgrenze variiert durch unterschiedliche Lebenserhaltungskosten von Ort zu Ort. Er liegt gewöhnlich innerhalb eines Landes in der Nähe eines festen Wertes, kann aber auch innerhalb eines Landes in verschiedenen Regionen variieren, beispielsweise zwischen urbanen und ländlichen Gegenden oder Gebieten mit warmem und kaltem Klima.

## Begründung
Da in fast allen Gesellschaften Armut vorkommt, ist die Armutsgrenze in der Ökonomie ein Maßstab, um Armut in Zahlen auszudrücken. Die Prozentzahl unter der Armutsgrenze lebender Einwohner wird als Armutsquote bezeichnet.

## Feststellung
Die Armutsgrenze wird festgestellt, indem die essentiellen Ressourcen, die ein durchschnittlicher Erwachsener in einem Jahr konsumiert, berücksichtigt und deren Kosten summiert werden. Der größte Kostenfaktor sind meist Miete oder Grundstückspreise. Aus diesem Grund richten Wirtschaftswissenschaftler ihr Augenmerk in besonderem Maße auf den Immobilienmarkt als einem wichtigen Einflussfaktor auf die Höhe der Armutsgrenze.

## Relative Armutsgrenzen

### Europäische Union
Die EU-Statistiker definieren Personen, die vom Median des Nettoäquivalenzeinkommens weniger als
- 70 % zur Verfügung haben, als armutsgefährdet in sozialen Risikosituationen mit Einschränkungen in zentralen Lebensbereichen,
- 60 % zur Verfügung haben, als armutsgefährdet,
- 50 % zur Verfügung haben, als relativ einkommensarm,
- 40 % zur Verfügung haben, als arm.

### Organisationen
Die WHO und die OECD definieren Personen, die vom Median des Nettoäquivalenzeinkommens weniger als
- 50 Prozent zur Verfügung haben, als arm.

Der Deutsche Paritätische Wohlfahrtsverband definiert Personen, die vom mittleren Nettoeinkommen weniger als
- 60 Prozent zur Verfügung haben, als arm.[4]

### Einzelne Staaten

#### Deutschland
Das Statistische Bundesamt definiert eine Person als armutsgefährdet, wenn ihr Nettoäquivalenzeinkommen weniger als 60 % des mittleren Einkommens (des Medianeinkommens) beträgt. Im Jahr 2024 betrug das mittlere Einkommen 3.049 € pro Monat, also 36.588 € im Jahr. Die Armutsgrenze liegt daher bei 1.829 € im Monat beziehungsweise 21.948 € im Jahr. Bei Berücksichtigung des Nettoäquivalenzeinkommens ergeben sich folgende reale Einkommensgrenzen, ab welche Personen als armutsgefährdet gelten:
| Haushalt                                                   | Faktor | Armutsgrenze (reales Nettoeinkommen) |
| ---------------------------------------------------------- | ------ | ------------------------------------ |
| 1 Erwachsener                                              | 1      | 1.829 € im Monat                     |
| 2 Erwachsene                                               | 1,5    | 2.743 € im Monat                     |
| 2 Erwachsene mit 2 Kindern unter je 14 Jahren              | 2,1    | 3.840 € im Monat                     |
| 2 Erwachsene mit 2 Kindern, eines davon älter als 14 Jahre | 2,3    | 4.206 € im Monat                     |
| 1 Erwachsener mit 1 Kind unter 14 Jahren                   | 1,3    | 2.377 € im Monat                     |
| 1 Erwachsener mit 1 Kind über 14 Jahren                    | 1,5    | 2.743 € im Monat                     |

Laut der Hans-Böckler-Stiftung, die die Armutsgrenze bei 60 % des mittleren Einkommens setzt, ist der Anteil der Personen unter der Armutsgrenze stetig gestiegen. Demnach lag die Armutsquote 1998 bei 10,6 % der Bevölkerung, 2010 bei 14,2 %, 2016 bei 16,7 % sowie 2019 bei 15,9 %.

#### Schweiz
In der Schweiz gelten Einzelpersonen, denen pro Monat weniger als 2700 Franken zur Verfügung stehen, als arm.
Die Sozialhilfe-Leistungen nach SKOS-Richtlinien betragen für einen Einpersonen-Haushalt 1031 Franken pro Monat. Dazu kommt die Miete für eine zweckmäßige Wohnung, die Kranken- und Unfallversicherung und weitere Gesundheitskosten (v. a. Selbstbehalt). 22 der 26 Kantone beachten die SKOS-Richtlinie. Sozialhilfe-Empfänger leben demnach deutlich unter der Armutsgrenze.

#### Vereinigte Staaten
In den USA liegt die Armutsgrenze für Alleinstehende derzeit bei einem Jahreseinkommen von 13.590 USD, für eine vierköpfige Familie bei 27.750 USD (Stand: 2022).

#### Namibia
In Namibia gibt es laut dem Armutsbericht 2012 bis 2017 der Namibischen Statistikagentur drei Armutsgrenzen:
- „arm“: verfügbares Geld von 520,80 Namibia-Dollar (etwa 35 Euro) pro Monat; 18 % der Bevölkerung (2015/16) gegenüber 28,7 % (2009/10)
- „sehr arm“: verfügbares Geld von 389,30 Namibia-Dollar (etwa 25 Euro) pro Monat; 11 % der Bevölkerung (2015/16) gegenüber 15,3 % (2009/10)
- „extrem arm“: verfügbares Geld von 293,10 Namibia-Dollar (etwa 20 Euro) pro Monat; 5,8 % der Bevölkerung (2015/16) gegenüber 7,3 % (2009/10)[12]

Im Juni 2021 stellte Namibia seinen erstmals erarbeiteten multi-dimensionalen Armutsindex (MPI) vor. Demnach gilt jemand als arm, wenn 30 Prozent der gewichteten Indikatoren fehlen. Dies träfe auf 43,3 Prozent der Einwohner zu.

#### Südafrika
In Südafrika waren 2015 mehr Menschen arm als 2011. Insgesamt gelten 30,4 Millionen Menschen oder 55,5 % der Bevölkerung als arm. Besonders stark ist der Anstieg bei den „sehr armen“ gewesen. 2011 waren es 11 Millionen, 2015 hingegen 13,8 Millionen. Die nationale Armutsgrenze liegt bei 441 Rand im Monat.

## Absolute Armutsgrenze
Die absolute Armutsgrenze ist bestimmt als Einkommens- oder Ausgabenniveau, unter dem sich die Menschen eine erforderliche Ernährung und lebenswichtige Bedarfsartikel des täglichen Lebens nicht mehr leisten können. Die Weltbank sieht Menschen seit Oktober 2015, die weniger als 1,90 PPP-US-Dollar bzw. Internationaler Dollar (in der Kaufkraft von 2012) pro Tag zur Verfügung haben, als „arm“ an.
Von 2008 bis 2015 lag der Wert bei 1,25 Geary-Khamis-Dollar (Kaufkraft von 2005). Bei der Erhöhung der Werte handelt es sich stets nur um eine Inflationsbereinigung, die absolute Kaufkraft des Betrages über die Jahre bleibt dabei gleich.
Kritiker merken an, dass die unterschiedlichen Lebensverhältnisse in einer Gesellschaft unberücksichtigt blieben und insbesondere nach dem Indikator der Weltbank, den Kaufkraftparitäten, dass nach dessen durchschnittlichen Warenkorb die relativ günstigen Dienstleistungen berücksichtigt würden, die allerdings von den Ärmeren einer Gesellschaft nicht in Anspruch genommen werden können. Dadurch gälten weniger Betroffene als arm.
Rund 10 % der Weltbevölkerung lebt danach in Armut.
Ein Indikator der absoluten Armut nach der International Development Association (IDA) ist ein Pro-Kopf-Einkommen (PKE) unter 150 US-$/Jahr.